# Reminder
"Reminder" é uma canção do cantor canadense The Weeknd, contida em seu terceiro álbum de estúdio Starboy (2016). Foi composta pelo próprio juntamente com Dylan Wiggins, Jason Quenneville Doc McKinney, Mano e Cirkut, sendo produzida pelos três últimos. A sua gravação ocorreu em 2016 nos Conway Recording Studios, em Los Angeles, Califórnia. A faixa foi enviada para rádios rhythmic estadunidenses em 9 de maio de 2017, através das gravadoras XO e Republic, servindo como o quarto single do disco.

## Vídeo musical
O vídeo musical de "Reminder" foi dirigido por Kid Studio e lançado em 16 de fevereiro de 2017. A produção conta com a participação de Drake, ASAP Rocky, Travis Scott, Bryson Tiller, YG, French Montana, Metro Boomin, Belly, Nav e o empresário de The Weeknd, Cash.

## Faixas e formatos
| Download digital |            |         |  |
| N.º              | Título     | Duração |  |
| 1.               | "Reminder" | 3:38    |  |

## Créditos
Todo o processo de elaboração de "Reminder" atribuiu os seguintes créditos:
Gravação e publicação
- Gravada em 2016 nos Conway Recording Studios (Los Angeles, Califórnia)
- Mixada nos Larrabee Studios (North Hollywood, Califórnia)
- Masterizada nos Sterling Sound (Nova Iorque)
- Publicada pelas empresas Songs Music Publishing, LLC em nome da Songs of SMP (ASCAP) e Connoiseur of Connoiseurs (ASCAP)
- Todos os direitos pertencentes à Connoiseur of Connoiseurs (ASCAP) — administrada pela WB Music Corp. —, Myaki Music (ASCAP) — administrada pela Kobalt Music Group, Ltd. —, Sony/ATV Ballad (BMI), Cirkut Breaker, LLC/Prescription Songs (ASCAP), Universal Music Corp. (ASCAP)/Sal & Co. (SOCAN)

Produção
| - The Weeknd: composição, vocalista principal - Doc McKinney: composição, produção, engenharia - Mano: composição, produção - Cirkut: composição, produção, engenharia - Dylan Wiggins: composição, teclados adicionais, baixo - Jason Quenneville: composição - Josh Smith: engenharia | - Manny Marroquin: mixagem - Chris Galland: engenharia de mixagem - Jeff Jackson: assistência de engenharia de mixagem - Robin Florent: assistência de engenharia de mixagem - Tom Coyne: masterização - Aya Merrill: masterização |

## Desempenho nas tabelas musicais
| Tabela musical (2016–17)                               | Melhor posição |
| ------------------------------------------------------ | -------------- |
| Alemanha (Media Control Charts)                        | 93             |
| Canadá (Canadian Hot 100)                              | 19             |
| Eslováquia (IFPI Slovenská Republika)                  | 28             |
| Estados Unidos (Billboard Hot 100)                     | 31             |
| Estados Unidos (Top R&B/Hip-Hp Songs)                  | 7              |
| Estados Unidos (Rhythmic Songs)                        | 8              |
| França (Syndicat National de l'Édition Phonographique) | 73             |
| Nova Zelândia (NZ Top 10 Heatseekers Singles)          | 2              |
| Países Baixos (MegaCharts)                             | 60             |
| Portugal (Associação Fonográfica Portuguesa)           | 52             |
| Reino Unido (UK Singles Chart)                         | 39             |
| Reino Unido (UK R&B Singles Chart)                     | 8              |
| Chéquia (IFPI Česká Republika)                         | 59             |
| Suécia (Sverigetopplistan)                             | 76             |
| Suíça (Schweizer Hitparade)                            | 86             |

| Tabela musical (2017)                  | Posição |
| -------------------------------------- | ------- |
| Estados Unidos (Top R&B/Hip-Hop Songs) | 71      |
| Estados Unidos (Rhythmic Songs)        | 47      |

| País (Empresa)             | Certificação |
| -------------------------- | ------------ |
| Canadá (Music Canada)      | 3× Platina   |
| Dinamarca (IFPI Dinamarca) | Ouro         |
| Estados Unidos (RIAA)      | 2× Platina   |
| Reino Unido (BPI)          | Prata        |

## Histórico de lançamento
| País           | Data              | Formato         | Gravadora    |
| -------------- | ----------------- | --------------- | ------------ |
| Estados Unidos | 9 de maio de 2017 | Rádios rhythmic | XO, Republic |